# Kyra Zagorsky

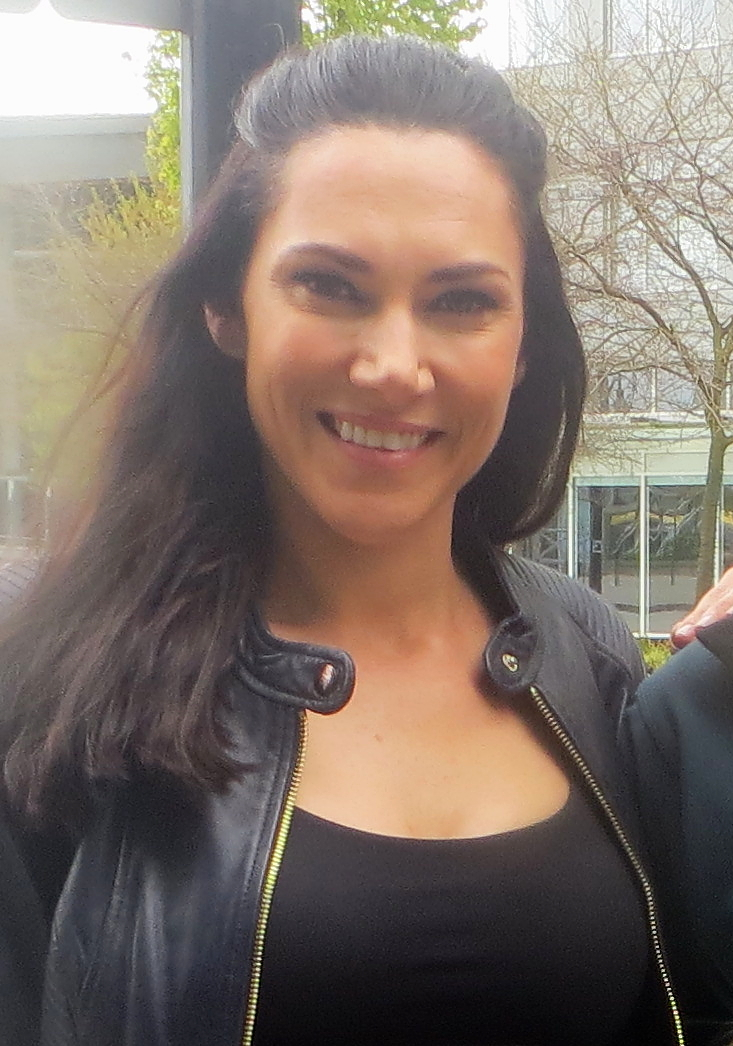
Kyra Zagorsky (2015)

Kyra Zagorsky (* 6. Juni 1976 in New York) ist eine US-amerikanische Schauspielerin. Im deutschsprachigen Raum ist sie vor allem durch ihre Hauptrolle der Dr. Julia Walker in der Serie Helix bekannt.

## Leben
Zagorsky wurde in New York geboren und wuchs in den Bergen in einer Kleinstadt in Colorado auf. Erste schauspielerische Erfahrungen sammelte sie an der High School, an welcher sie in einem Musical mitwirkte.
Anschließend schloss sie ein Studium in Theaterwissenschaften an der Southern Oregon University in Ashland mit einem Bachelor of fine Arts ab, sowie ein Masterstudium in Schauspiel der University of California, Irvine. In ihrer schauspielerischen Karriere, hatte sie unter anderem Gastrollen in den Serien Continuum, Stargate Atlantis, Stargate Universe, Supernatural, Fringe – Grenzfälle des FBI und Falling Skies inne.
Kyra Zagorsky ist mit dem Schauspieler Patrick Sabongui verheiratet und hat mit diesem einen Sohn und eine Tochter.

## Filmografie
- 2004: Power Corps.
- 2006: Green Season (Kurzfilm)
- 2007: Stargate Atlantis (Fernsehserie, eine Folge)
- 2010: Troop – Die Monsterjäger (The Troop, Fernsehserie, eine Folge)
- 2010: Smallville (Fernsehserie, 2 Folgen)
- 2010: Fringe – Grenzfälle des FBI (Fringe, Fernsehserie, eine Folge)
- 2010: Familie wider Willen (A Family Thanksgiving, Fernsehfilm)
- 2011: Stargate Universe (Fernsehserie, eine Folge)
- 2011: Divine: The Series (Fernsehserie, eine Folge)
- 2011: Hunt for the I-5 Killer (Fernsehfilm)
- 2011: The Pastor’s Wife (Fernsehfilm)
- 2012: The Vessel (Kurzfilm)
- 2012: Falling Skies (Fernsehserie, eine Folge)
- 2012: The ABCs of Death
- 2012: Supernatural (Fernsehserie, eine Folge)
- 2012: The Closet (Kurzfilm)
- 2012: Chained (Kurzfilm)
- 2012–2013: Soldiers of the Apocalypse (Fernsehserie, 3 Folgen)
- 2013: Twist of Faith (Fernsehfilm)
- 2013: Motive (Fernsehserie, eine Folge)
- 2014: Toxin
- 2014: Polaris (Miniserie)
- 2014–2015: Helix (Fernsehserie, 26 Folgen)
- 2015: My Life as a Dead Girl (Fernsehfilm)
- 2015: Vendetta
- 2015: Continuum (Fernsehserie, 5 Folgen)
- 2016: Home Invasion
- 2016: Sidekick (Kurzfilm)
- 2016: Travelers (Fernsehserie)
- 2017: Ice (Fernsehserie)
- 2017: S.W.A.T.: Unter Verdacht (S.W.A.T.: Under Siege)
- 2018: The 100 (Fernsehserie, 6 Folgen)
- 2018–2019: Arrow (Fernsehserie, 2 Folgen)
- 2020: Vampire Dinner – You are what you eat (Broil)
- 2022: The Imperfects (Fernsehserie, 9 Folgen)

## Nominierung
- 2013: Nominierung auf dem Action on Film International Film Festival als beste Hauptdarstellerin in einem Kurzfilm für Chained.[2]